# Pan (satèl·lit)

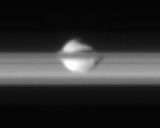
Imatge del satèl·lit Pan

En astronomia, Pan és una de les llunes del planeta Saturn, anomenada també Saturn XVIII.
És el més intern dels satèl·lits coneguts d'este planeta (a penes a 133.583 km del centre de Saturn), i es troba dins la divisió d'Encke de l'anell A, de la que actua com satèl·lit pastor, essent responsable de mantenir-la oberta. Es creu que pot ser un antic asteroide capturat pel planeta.
Va ser descobert per Mark R. Showalter en 1990, mentre examinava les velles fotografies obtingudes nou anys abans pel Voyager 2 en la seva trobada amb Saturn.